# 청주 팔라시오 FS
청주 팔라시오 FS(Cheongju Palacio Futsal Club)는 대한민국 충청북도 청주시에 있는 풋살 선수단이다. 제일컴퍼니가 운영하는 남자 세미프로 풋살단이며, 2017년에 창단되었다.

## 역사
2013년 국민생활체육 청주시풋살연합회 창립을 시작으로 청주시 엘리트 선수들을 주축으로 창단되었으며 청주시의 위상을 드높이며 활동하다 2017년 FK컵 참가를 계기로 FK 드림리그에 입성하게 되었다. 청주풋살클럽 역시 전주매그풋살클럽, 판타지아부천FS와 동일하게 서포터즈가 운영되고있다. 보통은 FK리그 서포터즈가 유튜브 영상채널을 운영하고 있지않으나 청주풋살클럽 서포터즈는 영상채널을 운영하고있다. 
2024년 5월1일 청주시체육회(회장 김진균)와 연고지 협약 체결.
2024년 8월5일 청주공업고등학교(교장 김경희)와 홈구장 사용 협약 체결
- 청주공업고등학교 핸드볼 전용 체육관을 홈구장 업무 협약 체결-

## 주요 선수
- 염근진 10번 (청주팔라시오FS 플레잉코치겸 주장)
- 최세광 8번
- 안진성 18번
- 김진우 7번

## 지도자
| 직위 | 이름   | 비고 |
| ---- | ------ | ---- |
| 감독 | 장성호 |      |
| 코치 | 염근진 |      |
| 코치 | 최세광 |      |
| 코치 | 임성제 |      |

### 역대 감독
| 1대 | 반재남 | 2017년 | 2017년 | 1시즌 | 초대감독 |  |  |  |
| 2대 | 최종환 | 2017년 | 2020년 | 3시즌 |          |  |  |  |
| 3대 | 김지훈 | 2020년 | 2022년 | 1시즌 |          |  |  |  |
| 4대 | 장성호 | 2022년 |        |       |          |  |  |  |

## 우승 기록
- 2019-20 FK 드림리그 우승

## 시즌 기록
| 시즌    | FK 리그 | 감독   | FK컵    |
| ------- | ------- | ------ | ------- |
| 2017-18 |         | 최종환 | 2라운드 |
| 2018-19 | 4위     | 최종환 | 8강     |
| 2019-20 | 우승    | 최종환 | 8강     |
| 2020-21 | 8위     | 김지훈 |         |
| 2022~23 | 6위     | 장성호 | 16강    |
| 2023~24 | 6위     | 장성호 |         |

## 참고 문헌
- “스포츠지원포털 등록 현황”. 대한체육회.
- “KFA 통합경기정보 시스템”. 대한축구협회.